# Vliegramp in Bussum
De vliegramp in Bussum was een vliegramp in de Nederlandse plaats Bussum (provincie Noord-Holland) die plaatsvond op 14 november 1957. Die dag om 13.08 uur crashte een Amerikaanse straaljager op de Kolonel Palmkazerne waarbij zes doden en zestien gewonden vielen en een deel van de kazerne zwaar werd beschadigd.
De piloot maakte vanaf de vliegbasis Soesterberg een oefenvlucht met zijn North American F-100 Super Sabre waarin brand ontstond. Hij kon zich met zijn schietstoel redden. Hij kwam ongedeerd aan zijn parachute op het dak van het rusthuis „Villa Carla” in de Boslaan in Hilversum terecht en de schietstoel op het dak van een woonhuis in de Menno van Coehoornlaan in Hilversum.
Bij het ongeval zijn de volgende militairen direct omgekomen:
- Wachtmeester G. J. Eenkhoorn uit Kampen, 21 jaar
- Soldaat eerste klasse P. C. Voshol uit Rotterdam, 21 jaar
- Soldaat J. A. Daalhuizen uit Odijk, 20 jaar
- Soldaat J. de Bruin uit Rotterdam, 20 jaar
- Soldaat J. van Doesburg uit Waardenburg, 19 jaar.

De 21-jarige dienstplichtige wachtmeesters J. D. F. van Helde uit Enschede en H. Ekhart uit Amsterdam raakten zwaar gewond. Van Helde overleed 4 maanden later.

## Trivia
- Voor luitenant-vlieger R.M. Mohamed was dit de vijfde keer dat hij een straaljager met de schietstoel heeft verlaten. Op 18 oktober 1957 sprong hij boven Friesland voor de vierde maal uit zijn vliegtuig dat in het IJsselmeer stortte. Daarvoor sprong hij op 1 oktober 1956 boven Breda, op 23 juli 1956 boven Soesterberg en de eerste keer was boven Noord-Afrika.
- Na de crash heeft een onderzoekscommissie onder de leiding van Amerikaanse Brigade-generaal J.E. Roberts getracht te achterhalen wat de oorzaak van de ramp was, maar die is uiteindelijk niet gevonden. Het feit dat de vlieger in een korte tijd van anderhalf jaar 3 toestellen had verloren was toeval. De commissie rekende hem geen enkele schuld aan.
- In 2012 kwam een groepje oud-militairen bij elkaar om de vliegramp te herdenken, waar zij toen ooggetuigen van waren.[7]